# Blackfordby
Blackfordby – wieś w Anglii, w hrabstwie Leicestershire. Leży 29 km na północny zachód od miasta Leicester i 168 km na północny zachód od Londynu.